# Castello di Grimmenstein

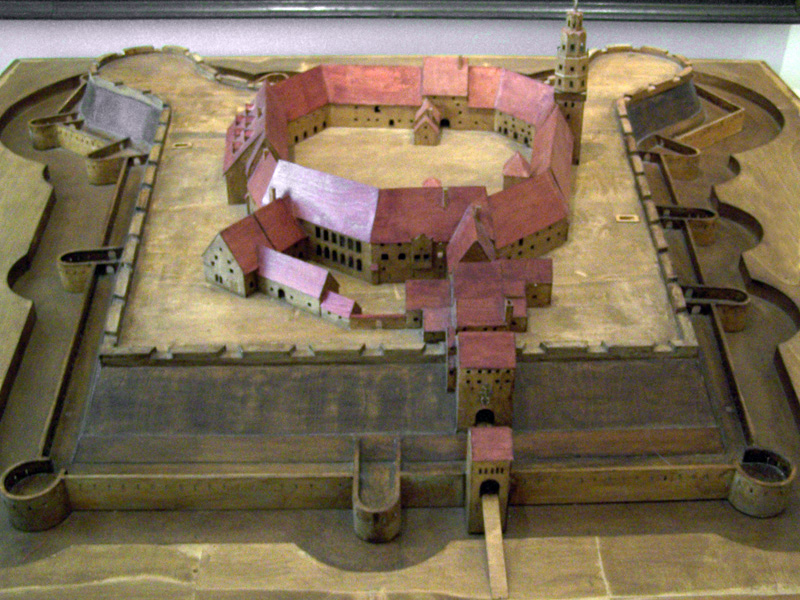
Modellini con la ricostruzione del castello di Grimmenstein

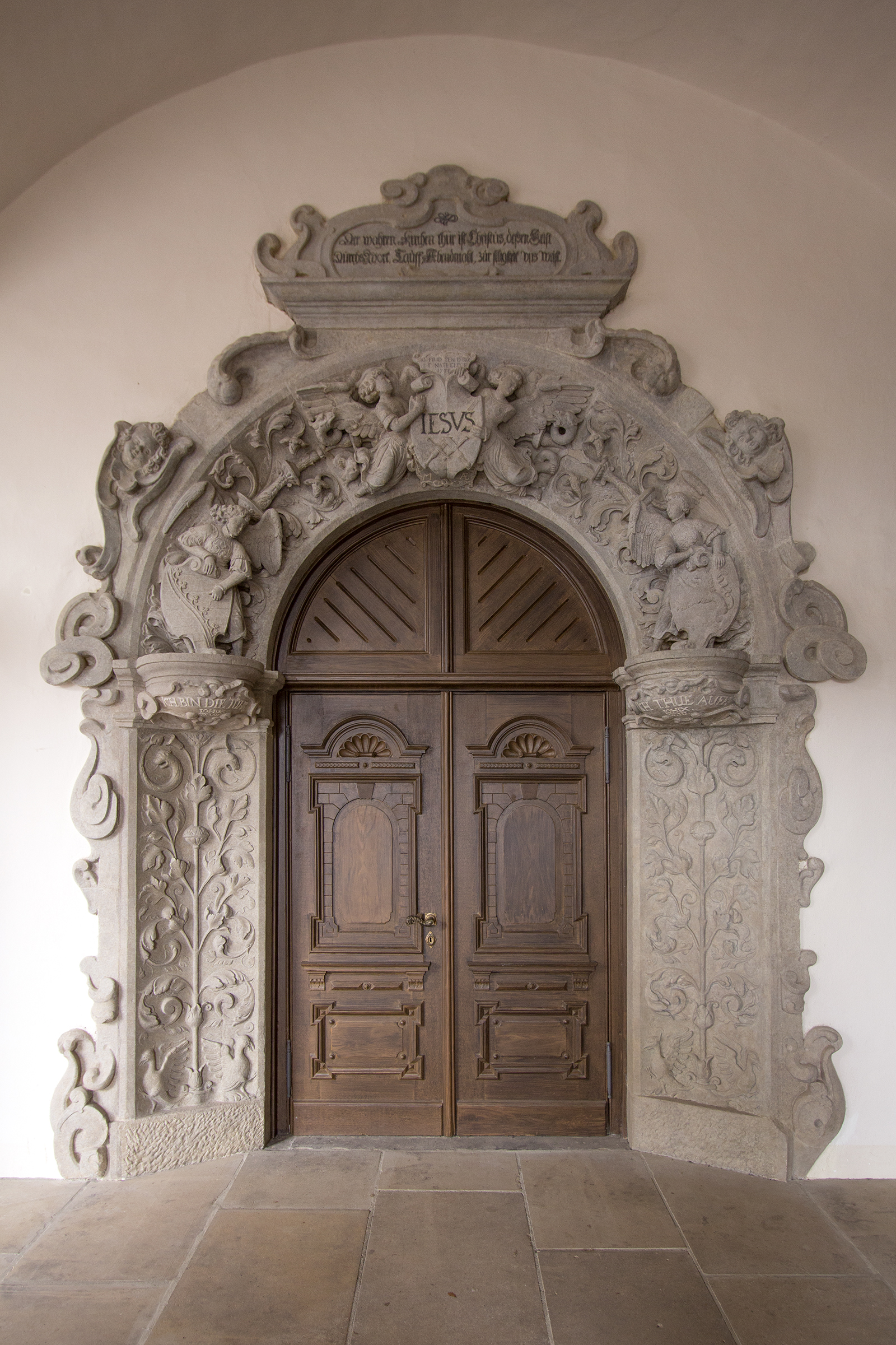
Portale della chiesa del castello Friedenstein (scultore Simon Schröter, 1553)

Il Castello di Grimmenstein era una fortezza sulla collina del castello, a Gotha, prima che vi fosse costruito il Castello Friedenstein. Probabilmente venne costruito nell'XI secolo e poi demolito nel 1567.

## Storia
Il castello di Grimmenstein fu menzionato per la prima volta nel 1215. Il complesso era simile alla Fortezza di Coburgo. Il suo scopo principale era quello di garantire la sicurezza della Via Regia, che correva dal Reno alla Slesia. Nel XIII e XIV secolo fu sede dei langravi di Turingia, Alberto e Baldassarre. 
Nel 1526, fu firmato il trattato della Lega di Torgau, tra Assia ed Elettorato di Sassonia, dall'elettore Giovanni di Sassonia e il langravio Filippo d'Assia su Grimmenstein come prima associazione protestante. Con la formazione della Lega di Smalcalda, sotto Giovanni Federico I di Sassonia, il castello fu ampliato e rinforzato e divenne così la principale fortezza dei protestanti nella Germania centrale. Svolse un ruolo importante negli scontri con l'imperatore cattolico Carlo V. 
Con la vittoria delle truppe imperiali nella battaglia di Mühlberg, nel 1547, fu decisa la Guerra di Smalcalda e Giovanni Federico venne catturato. In seguito alla firma della resa di Wittenberg, il generale Lazzaro von Schwendi fu incaricato di difendere la fortezza di Grimmenstein. Il 1º giugno 1547 la torre del castello fu fatta saltare in aria, con precisione militare, da 700 soldati, e furono create quattro brecce nei bastioni. Tuttavia, gli edifici residenziali e di presidio all'interno del complesso vennero conservati. 
Il duca Giovanni Federico II di Sassonia, figlio dell'elettore Giovanni Federico I, assunse l'amministrazione delle terre ernestine dopo la battaglia di Mühlberg e la cattura di suo padre insieme a suo fratello Giovanni Guglielmo e divenne l'unico erede, dopo la morte di suo padre nel 1554, in accordo con i suoi fratelli, reggente dei possedimenti ernestini. Si trasferì nel castello di Grimmenstein, che era stato fortificato e ampliato dal 1552 con il permesso imperiale. Giovanni Federico si sforzò di riconquistare la dignità elettorale persa a causa della resa di Wittenberg. Si avvalse dell'aiuto dell'influente cavaliere della Franconia, Wilhelm von Grumbach. Fu ostile al vescovo di Würzburg, Melchior Zobel von Giebelstadt, e trovò un alleato nella lotta contro il vescovo in Giovanni Federico II. Nonostante la controversa reputazione di Grumbach, bandito dall'imperatore, Giovanni Federico accettò la sua offerta e gli diede rifugio e protezione nella fortezza di Grimmenstein. In risposta, l'imperatore impose anche il Reichsacht al duca di Gotha e in seguito espulse Giovanni Federico II. 
Nel dicembre del 1566, l'elettore Augusto I di Sassonia guidò un esercito imperiale di 10.000 fanti e 6.000 cavalieri, fedeli all'imperatore, contro la fortezza di Grimmenstein. A causa delle rinnovate fortificazioni, non fu possibile prendere d'assalto la città, e ne seguì un assedio di tre mesi. Separato dalla zecca di Saalfeld, non poté ottenere il denaro necessario per coprire le spese nel centro città, e venne costituita una moneta una moneta ossidionale a Grimmenstein. A poco a poco la popolazione rurale, l'esercito di occupazione e infine la gente della città rinunciarono alla resistenza, così il 14 aprile 1567 Giovanni Federico II dovette aprire la fortezza alle truppe nemiche e fu fatto prigioniero imperiale. 
Il comandante fu incaricato, dall'imperatore, di mettere Gotha sotto l'amministrazione imperiale e di distruggere la fortezza di Grimmenstein. Il 23 giugno 1567, appena due mesi dopo la capitolazione, fu completata la distruzione di Grimmenstein e dei suoi bastioni. Una statua di rame placcata in oro, posta sulla cima dell'alta torre, era stata precedentemente rimossa e portata a Dresda. La distruzione fu così radicale che fino alla costruzione del nuovo palazzo residenziale, nel 1642, l'area fu utilizzata solo come pascolo. Solo alcuni frammenti del Grimmenstein (a parte alcuni resti del muro) furono conservati sopra il terreno, che era stato spianato prima che le fortificazioni fossero fatte saltare. Rimase il portale rinascimentale della chiesa del castello del 1553, che fu successivamente inserito come una spolia nel castello Friedenstein. Alcune delle casamatte sotterranee del castello, visibili parzialmente ancora oggi, provengono dalla vecchia fortezza, e la fontana nel cortile è un resto del Grimmstein.